# Oude Kerk (Charlois)

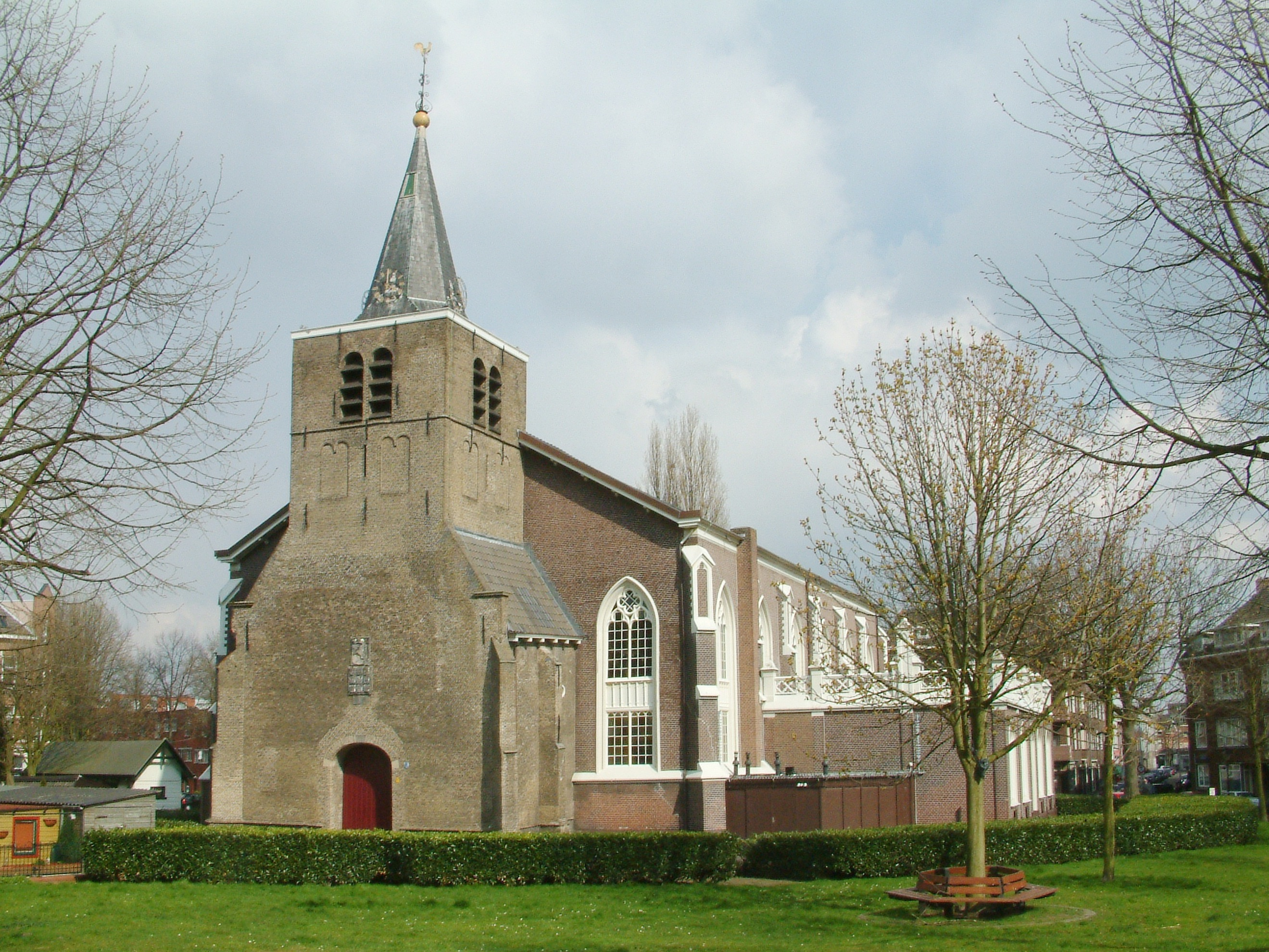
De zeventiende-eeuwse toren voor het negentiende-eeuwse gebouw

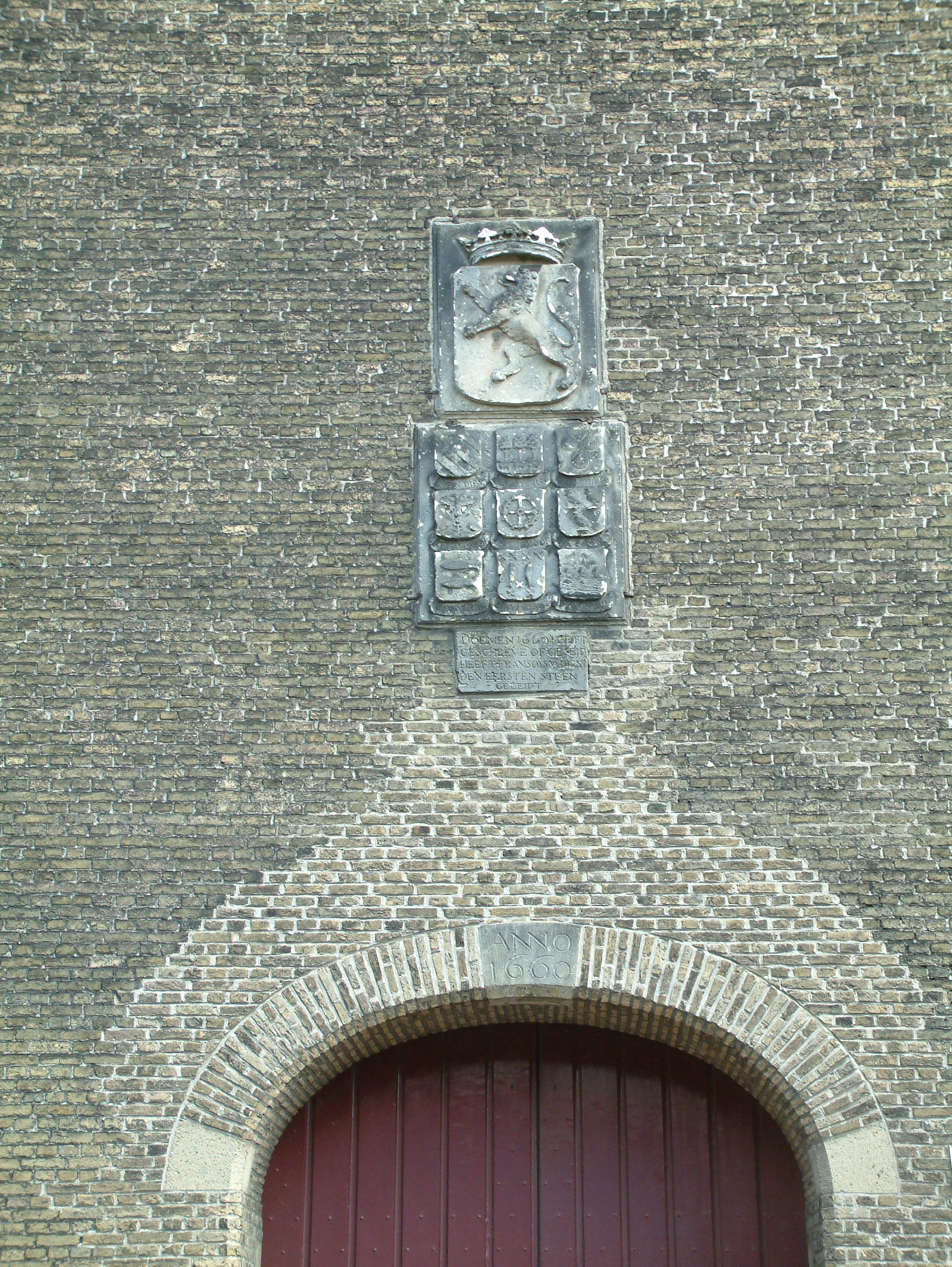
Rechts de stenen in de herbouwde toren anno 1660 met het wapen van Charlois, van de schout Edmondt van Diest en die van de schepenen Leendert Ariens Pors, Leendert Gijsbertsz. Schilperoort, Dirk Crijnen Huyser, Eeuwout Aertsz. Verschoor, Pieter Ariensz. Coninck, Cornelis Woutersz. Verduyn en Staes Dircxz. van Jaersvelt en de secretaris Dirck Cornelisz van der Spuij.

De Oude Kerk is een kerk in het Rotterdamse stadsdeel Charlois. 
Het gebouw is relatief nieuw, maar staat op de plaats van een veel oudere kerk. De huidige kerkzaal dateert van 1868. De toren kwam al in 1660 gereed. 
De Hervormde Wijkgemeente Charlois van de Protestantse Kerk in Nederland maakt gebruik van het godshuis.  

## Geschiedenis
Toen Karel de Stoute op 14 april 1462 de akte van overdracht van de polder Rijerwaert aan vier grondheren goedkeurde, verbond hij daar twee voorwaarden aan, dat:
- de ingedijkte grond "voortaen heten sal 't land van Charolois" (naar het Franse graafschap Charolois waar hij vandaan kwam);
- er een kerk gesticht werd "die genaempt sal wesen Sinte Clemenskercke." (dus gewijd aan Sint-Clemens).

De eerste kerk moet voor 1467 klaar geweest zijn. In dat jaar was Charlois reeds ingedeeld bij het decanaat Schieland, wat er op wijst dat er een pastoor met een kerk was. Op de kerk stond een kleine toren. 

### Tweede kerk
In 1512 werd een vergrote en vernieuwde kerk ingewijd. Daarvoor staken naar men zegt wel 5000 mensen in processie de bevroren rivier over. Maar door de dooi en noordwesterstorm was het ijs te zwak geworden en men zakte massaal door het ijs. De slachtoffers van dat ongeluk zijn in een massagraf aan de Sluisjesdijk begraven. Na de reformatie trad de eerste dominee in 1567 in dienst.
Na 1592 werd er een tweede toren aan het gebouw toegevoegd. Deze werd in 1660 weer afgebroken en vervangen door de huidige toren. Bij de bouw van de tweede toren zijn boven de eerste steen de wapens aangebracht van de schout en schepenen die het besluit namen deze toren te bouwen. Naar enkele van hen zijn in Oud-Charlois straatnamen vernoemd, waaronder die van de schout Edmond van Diest en de schepenen Leendert Gijsbertsz. Schilperoort en Staes Dircxz. van Jaersvelt. In hetzelfde jaar werd ook het kruispand aan de kerk gebouwd.
De eerste (kleine) toren is in 1833 afgebroken en de klok die er in hing werd bij de twee andere in de grote toren gehangen. De kerk moet volgens een beschrijving uit die tijd nogal bont zijn geweest, alles was overtogen met een rode kleur.

### Orgel
Dirk de Man, de toenmalige ambachtsheer van Charlois, besloot ter nagedachtenis aan zijn vrouw Willemina den Hertig de kerk van Charlois een orgel te schenken. Op 25 november 1783 werd de bouw van dit orgel opgedragen aan Hendrik Hermanus Hess, orgelbouwer te Gouda. Op 23 juni 1784 werd het orgel door de Haarlemse Bavo-organist J. Radeker in de werkplaats van Hess te Gouda gekeurd en augustus 1784 werd het Hess-orgel in de kerk van Charlois geplaatst. Doordat de schenker echter kort nadat het orgel in de kerk was geplaatst overleed, duurde het drie jaar eer het orgel officieel in gebruik genomen werd. Dat gebeurde uiteindelijk op 26 september 1787. Het orgel had aanvankelijk een briljant en imposant geluid dankzij vier tertsregisters en een 32-voets Mixtuur (zeer uitzonderlijk). In de loop der tijd was het echter zo verbouwd dat het zijn karakter had verloren. 
In 1983 werd het bij een restauratie in oude luister hersteld.

### Kerkhof
De doden werden vroeger op het kerkhof rond de kerk begraven, maar in 1828 en 1829 werd een begraafplaats aangelegd aan de binnenzijde van de Sluisjesdijk, op de plaats van een massagraf uit 1512. Later is de begraafplaats weer verplaatst naar de Charloisse Lagedijk, de Hervormde begraafplaats Charlois.

### Derde kerk
Er is lang over gewikt en gewogen of de kerk gerestaureerd en daarbij tevens vergroot kon worden. Maar door de slechte toestand van het gebouw was dat naar de mening van de kerkraad niet mogelijk. In de periode 1862 tot 1866 zijn er onder dominee J. Cramer plannen gemaakt voor nieuwbouw, maar de geldmiddelen ontbraken. Pas zijn opvolger, ds. A.W. Bronsveld, lukte het om van de provincie ƒ 9000,- los te krijgen en samen met een obligatielening van ƒ 38.000,- die geheel binnen de kerkelijke gemeente geplaatst werd, kon de oude kerk worden vervangen. Tijdens de bouw maakte de gemeente ruim een jaar gebruik van een houten noodkerk.
Het nieuwe gebouw werd om de oude kerk heen gebouwd, die daarna werd afgebroken. Architect was J. Visser uit Rotterdam. De eerste steen is gelegd op 7 mei 1867 en op 19 april 1868 werd de kerk ingewijd.
Bij de nieuwbouw kwamen vijf heel oude grafzerken tevoorschijn die in het middenpad zijn gelegd. Erg zorgvuldig is men verder met het oude interieur niet omgegaan. Door bemiddeling van de Rotterdamse stadsarchivaris zijn in 1909 het dorpswapen, de in hout geneden wapens van schout, schepenen en kerkmeesters, de vier fraaie wapens van 1708 in het doophuis en de wapens van dijkgraaf en hoogheemraden van de rommelzolder in de toren gehaald en aan het Rotterdams Museum van Oudheden in bewaring gegeven. Ze zijn in 2010 teruggeplaatst in de kerk en hangen links en rechts van het orgel. Waar de gebrandschilderde glazen, die er in 1773, en gedeeltelijk nog in 1841, zijn gebleven is niet bekend.

### Modernisering
In 1961 en in 2006 is de kerk opnieuw aangepakt en van een nieuw, modern interieur voorzien. De grafzerken zijn verplaatst naar de toren. De preekstoel is vervangen door een verplaatsbare versie en de banken door stoelen om de kerk multi-inzetbaar en toekomstbestendig te maken. Er is ook vloerverwarming geïnstalleerd. In een viertal ramen is mozaïeken gezet.

## Predikanten
De lijst van predikanten die de Nederlands Hervormde Kerk van Charlois hebben gediend van 1567 tot 2010 bevat 64 namen.

## Afbeeldingen

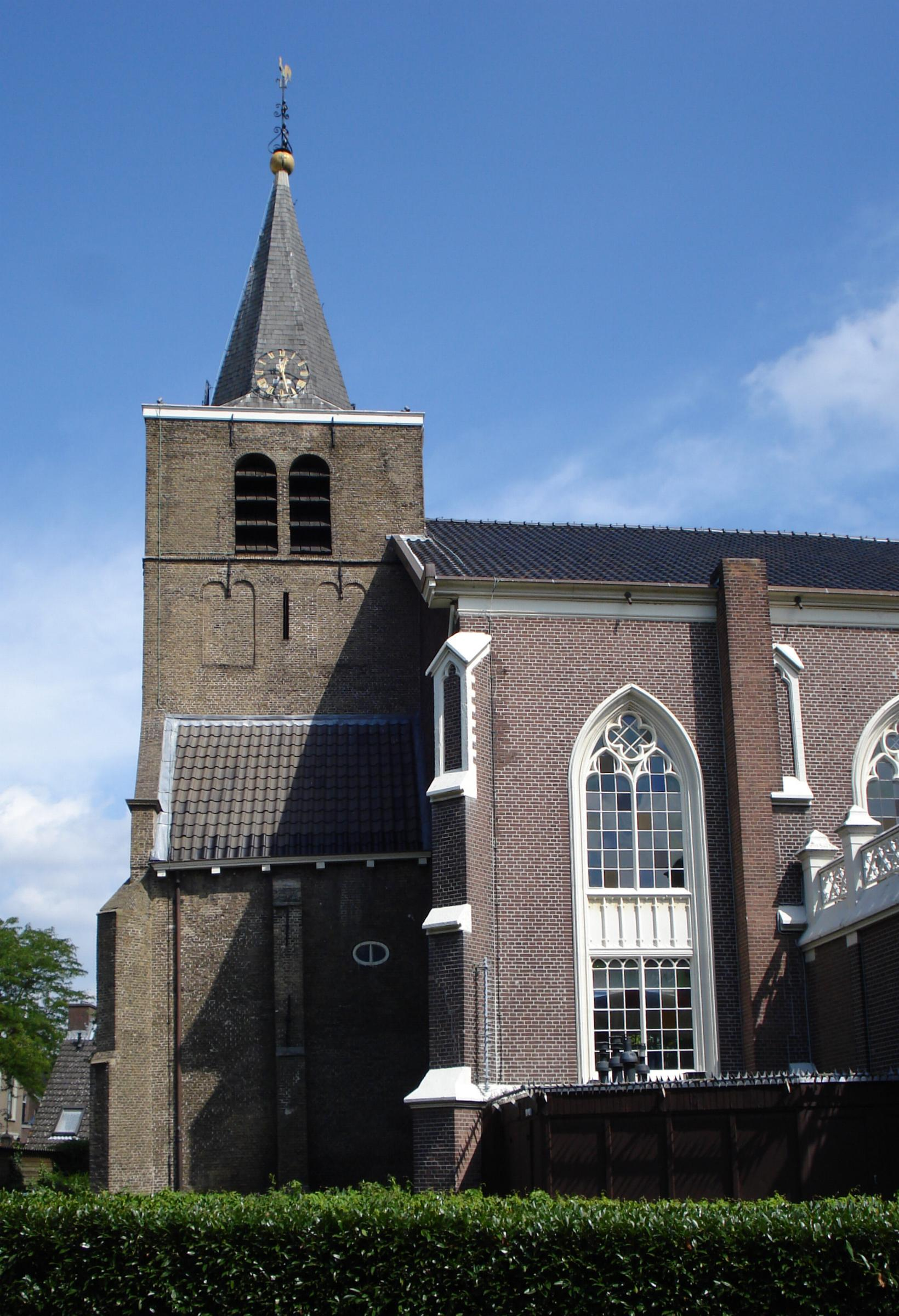
Zijaanzicht
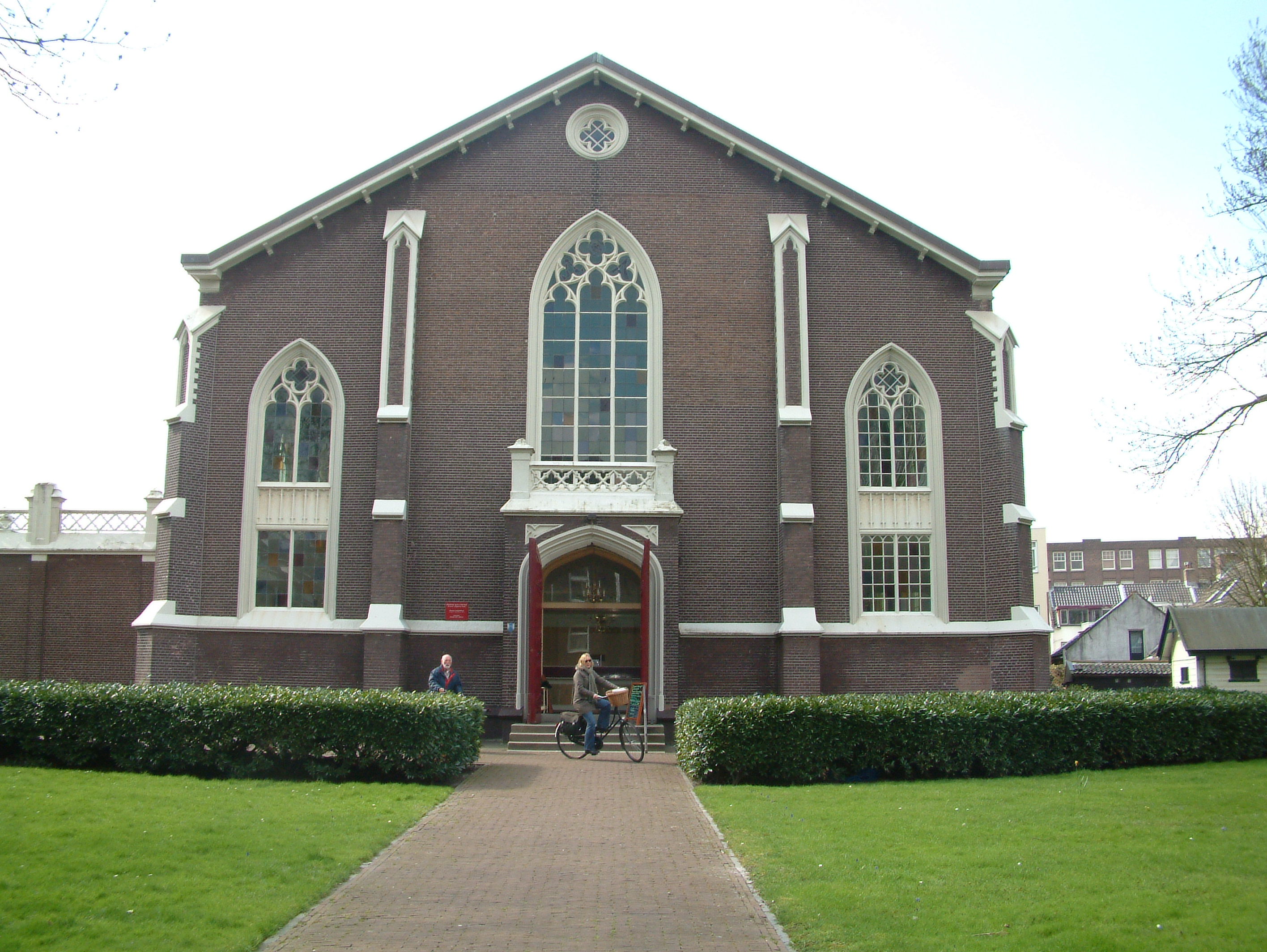
Hoofdingang
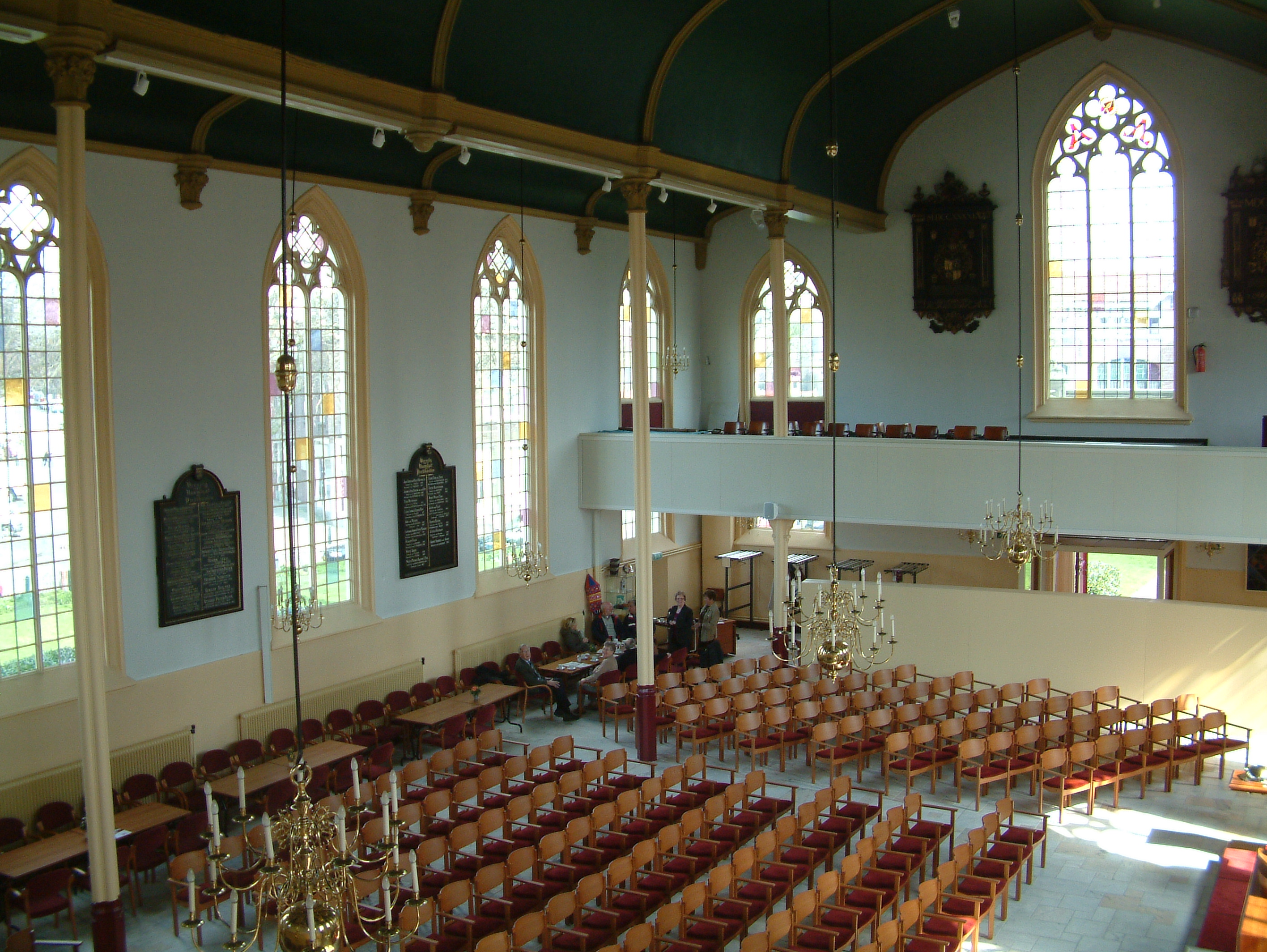
Overzicht
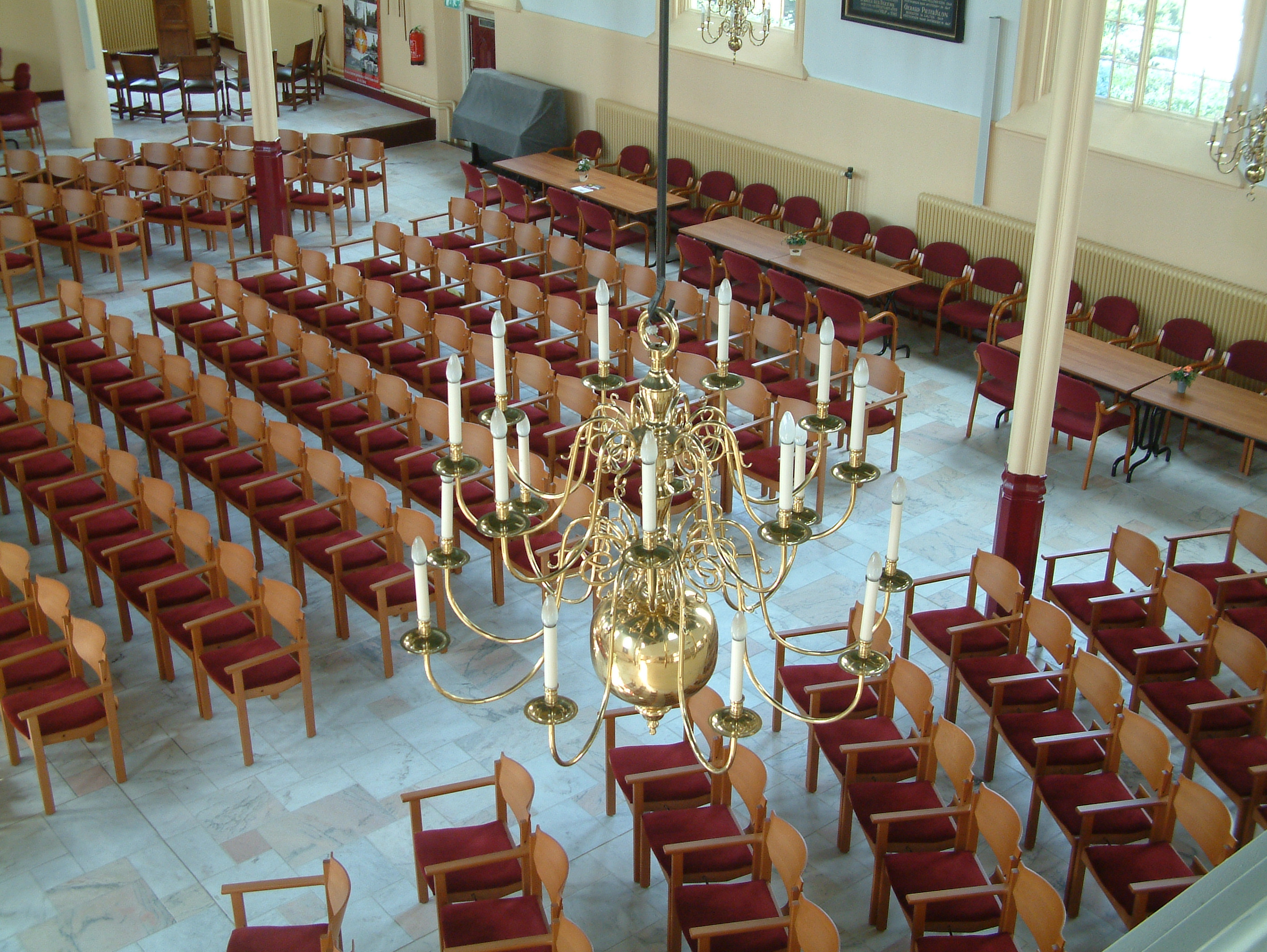
Overzicht
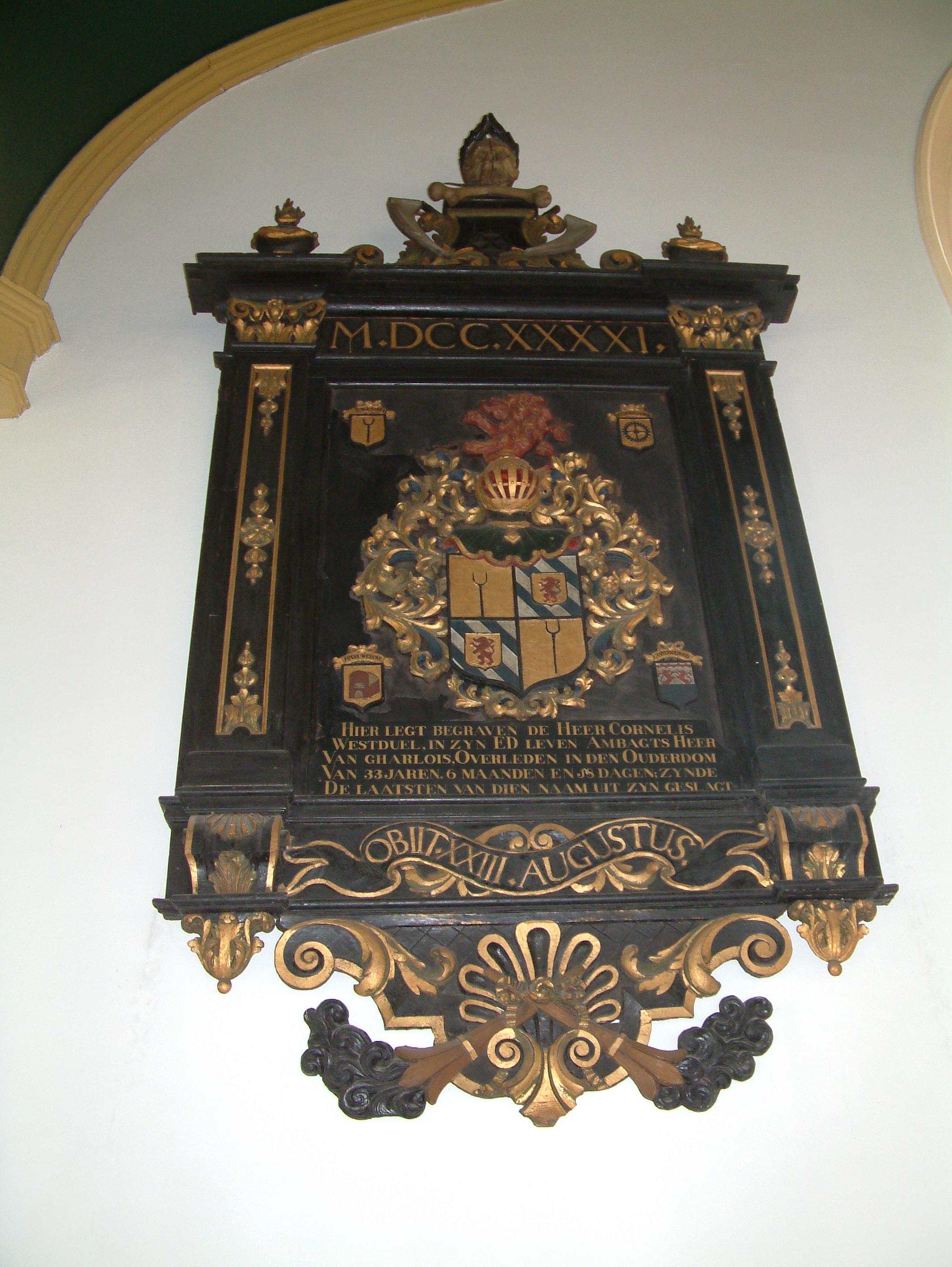
Rouwbord Cornelis Westduel
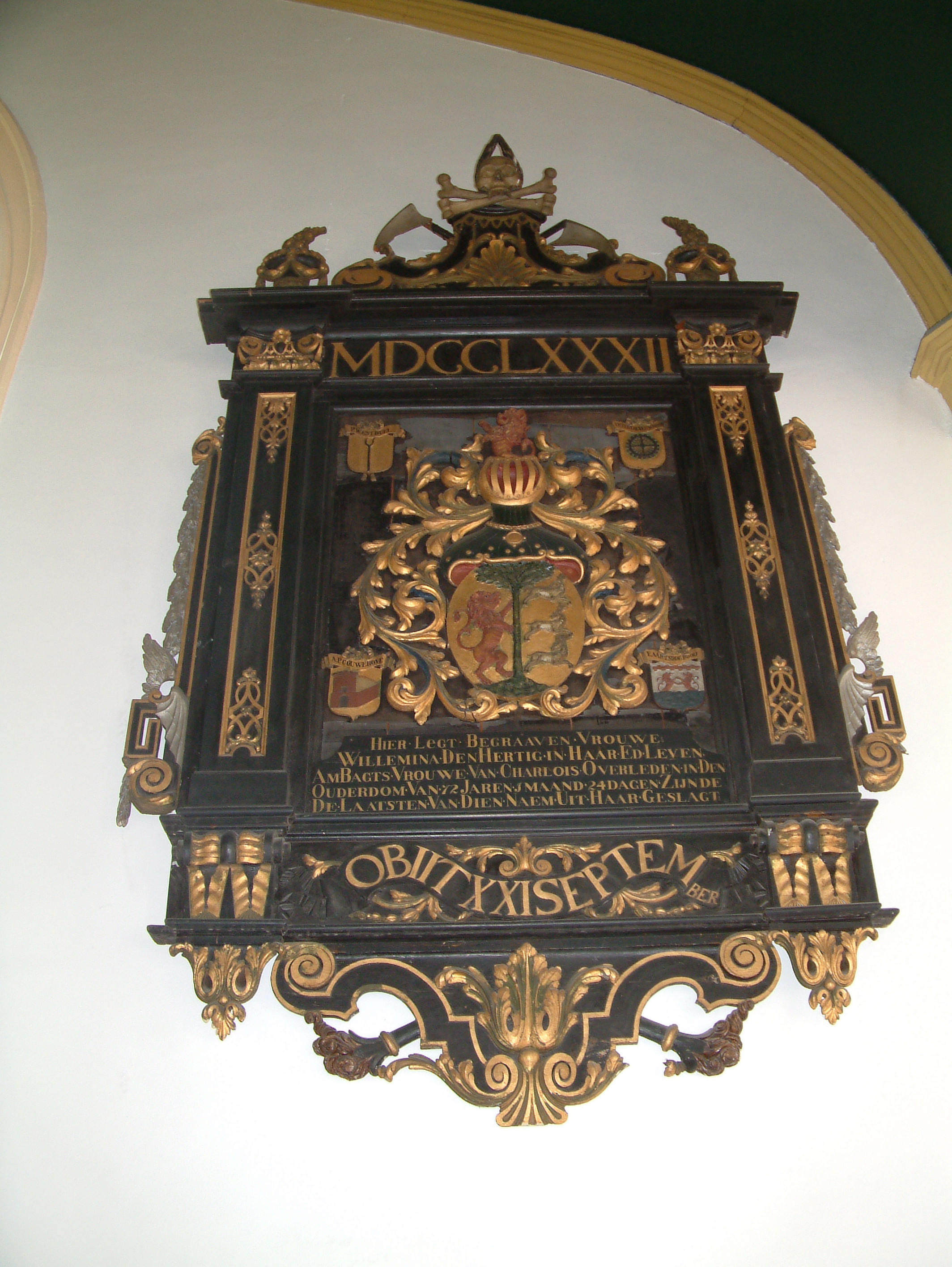
Rouwbord Willemina den Hertig
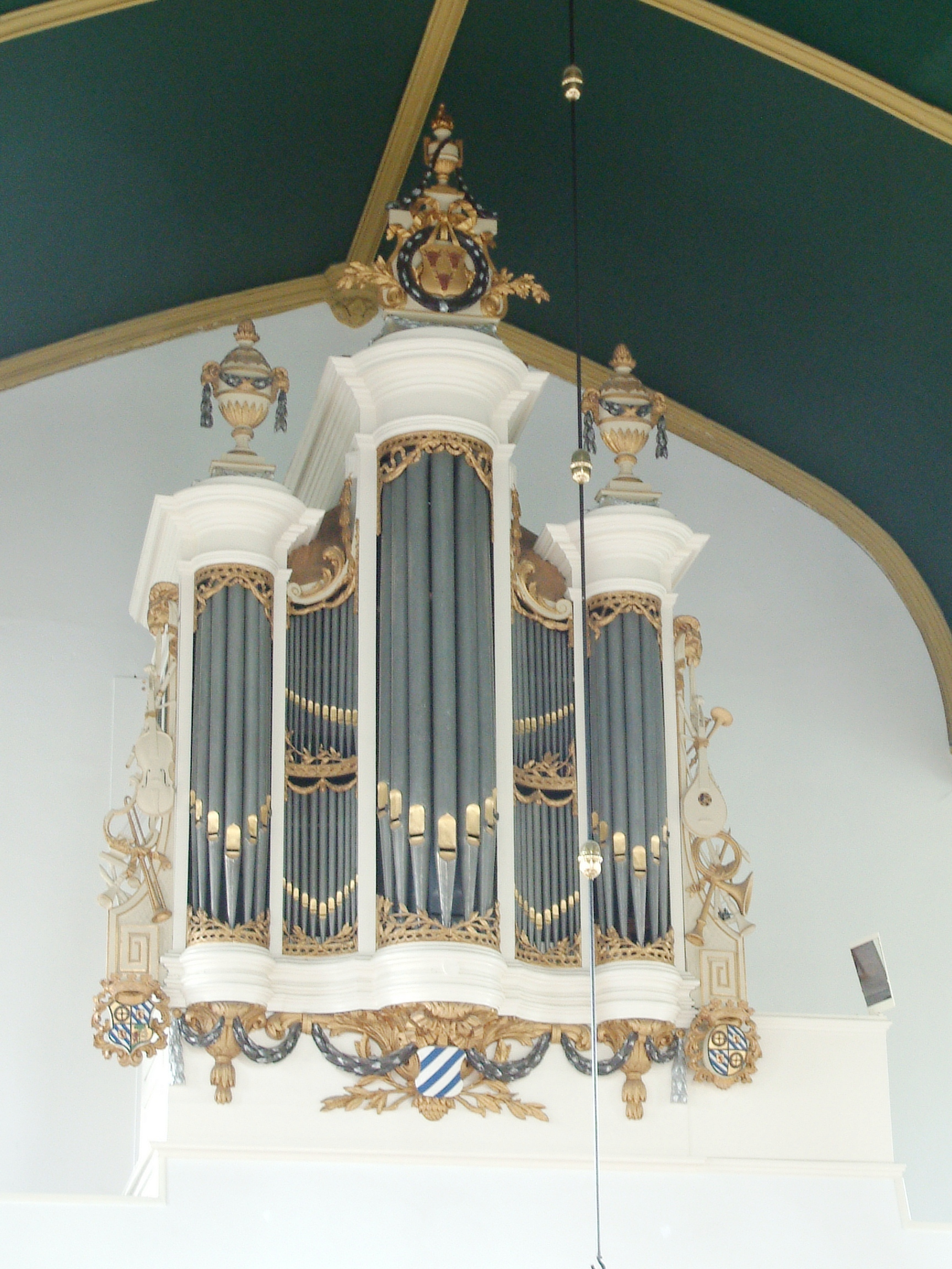
Het orgel
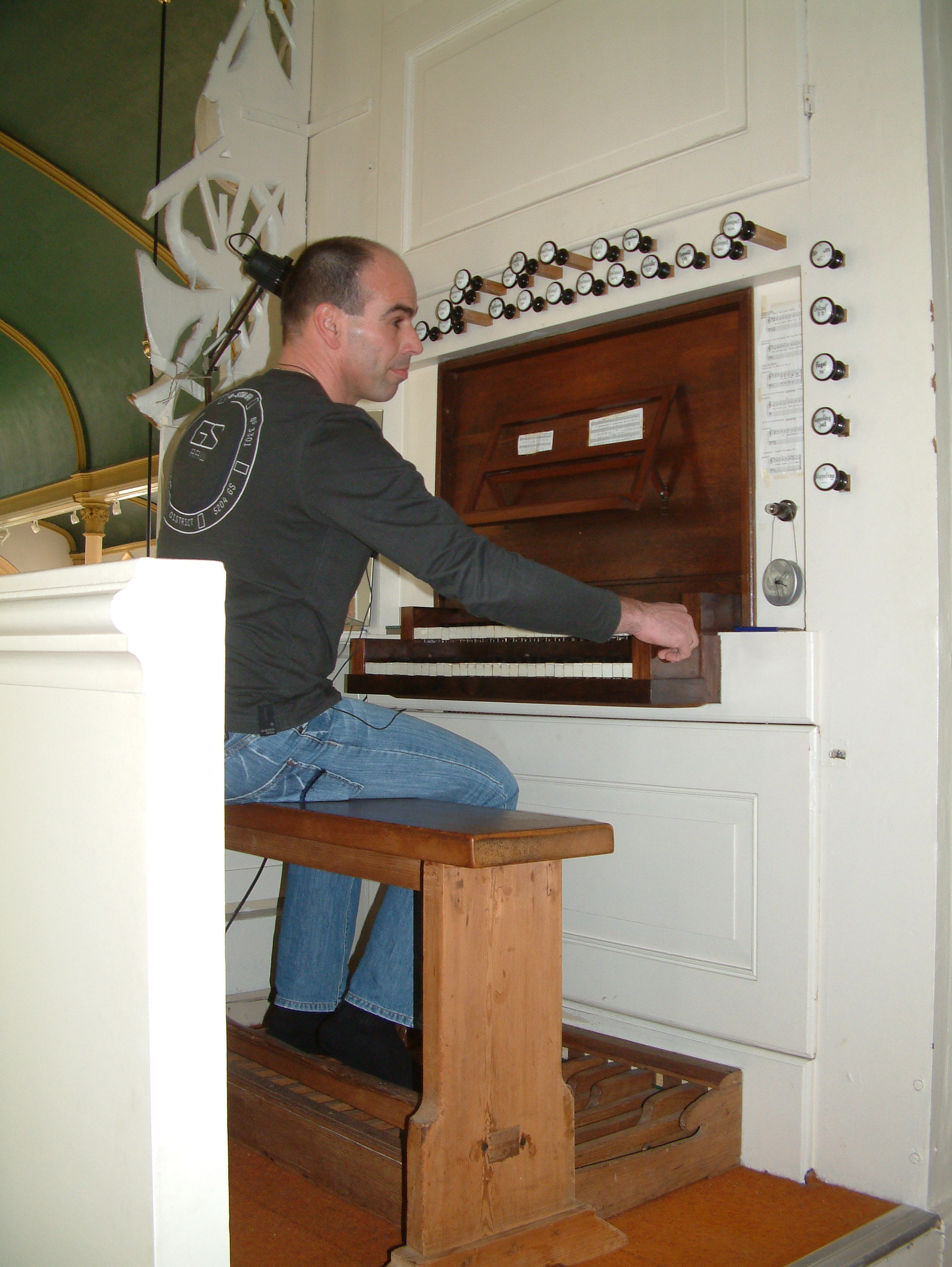
Het klavier
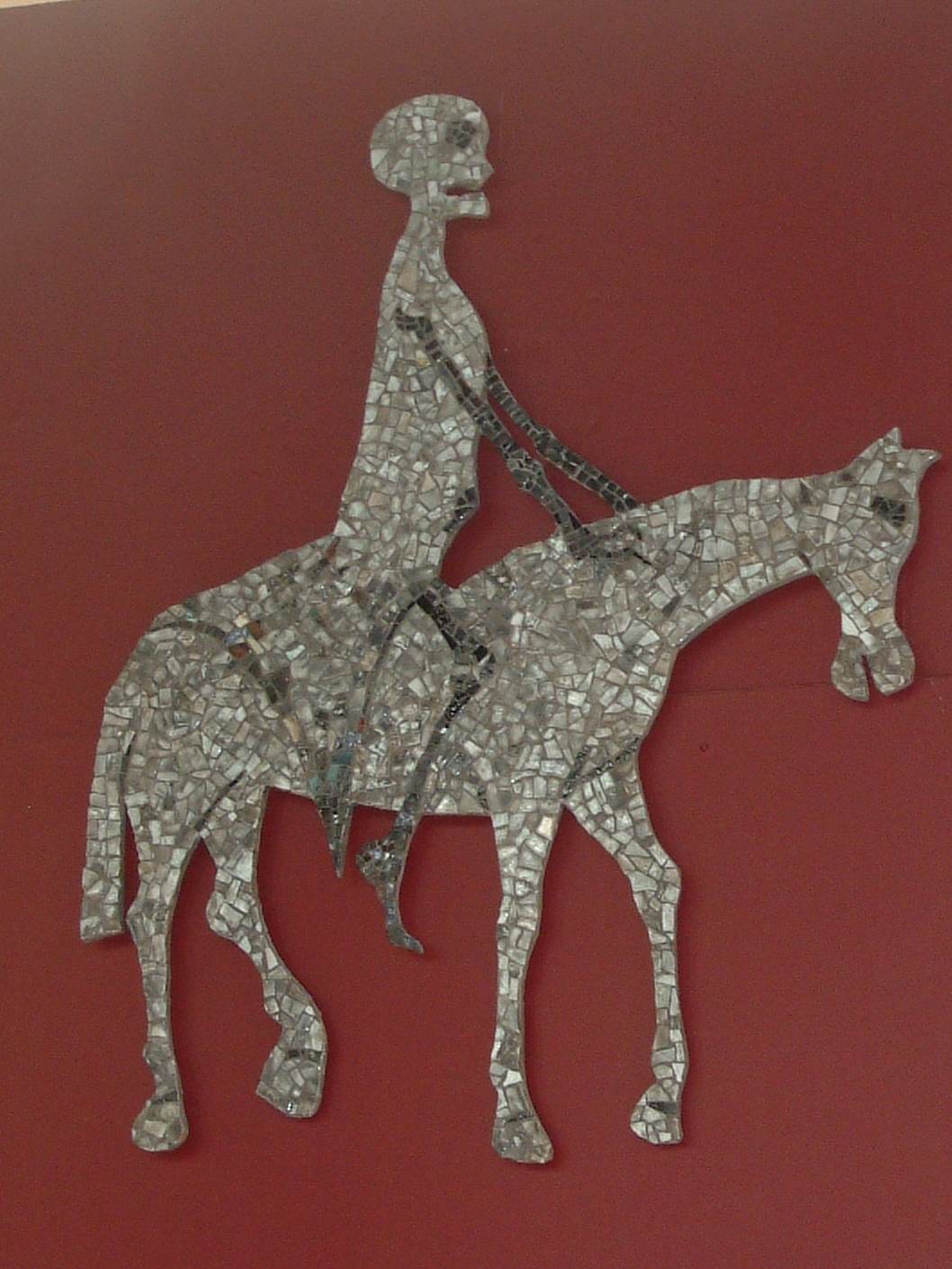
Een van vier moderne mozaïeken in de kerk
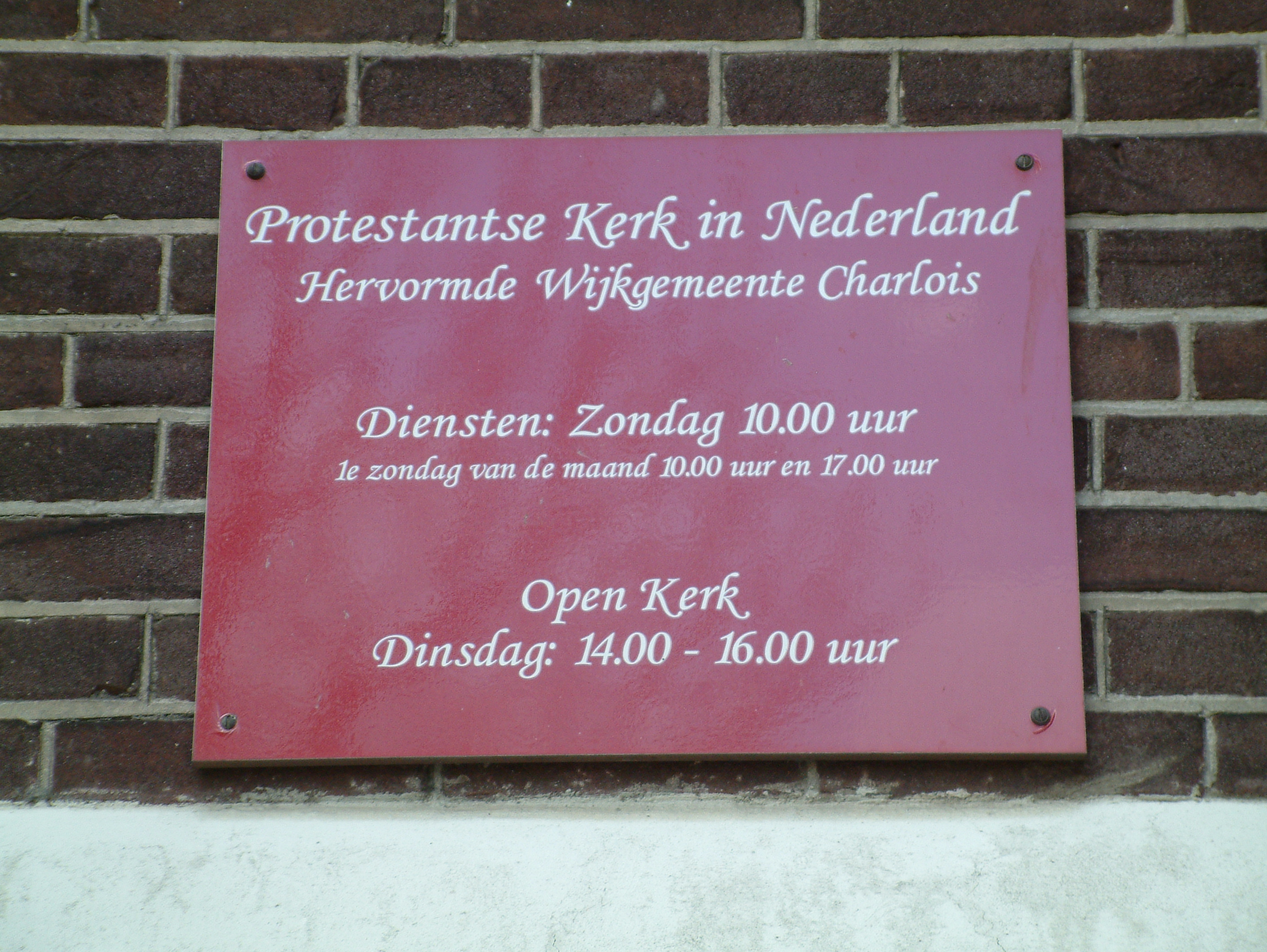
Naambord